# 吴优 (赛艇运动员)
吴优（1984年3月27日—），辽宁省锦州市人，中国赛艇运动员；1998年入江西省水上运动中心，2001年进入中国国家赛艇队。其最好成绩是赛艇世界杯赛德国慕尼黑站（2008年5月11日）和瑞士卢塞恩站（6月1日）（吴优/高玉兰）组合分别获得女子双人单桨金牌；2008年8月16日北京奥运会（吴优/高玉兰组合）以7:22.28成绩获女子双人单桨银牌。

## 主要成绩
- 2003年全国赛艇锦标赛女子单人双桨冠军；
- 2004年赛艇世界杯赛女子八人单桨亚军；
- 2005年第10届全国运动会女子四人双桨冠军；
- 2005年东亚运动会女子四人双桨冠军；
- 2008年德国慕尼黑赛艇世界赛杯女子双人单桨冠军（吴优/高玉兰组合）；
- 2008年奥运会女子双人单桨亚军（吴优/高玉兰组合）